# TA5
| p · n | T | w | A51 |

| p · n | T | w | A51 |

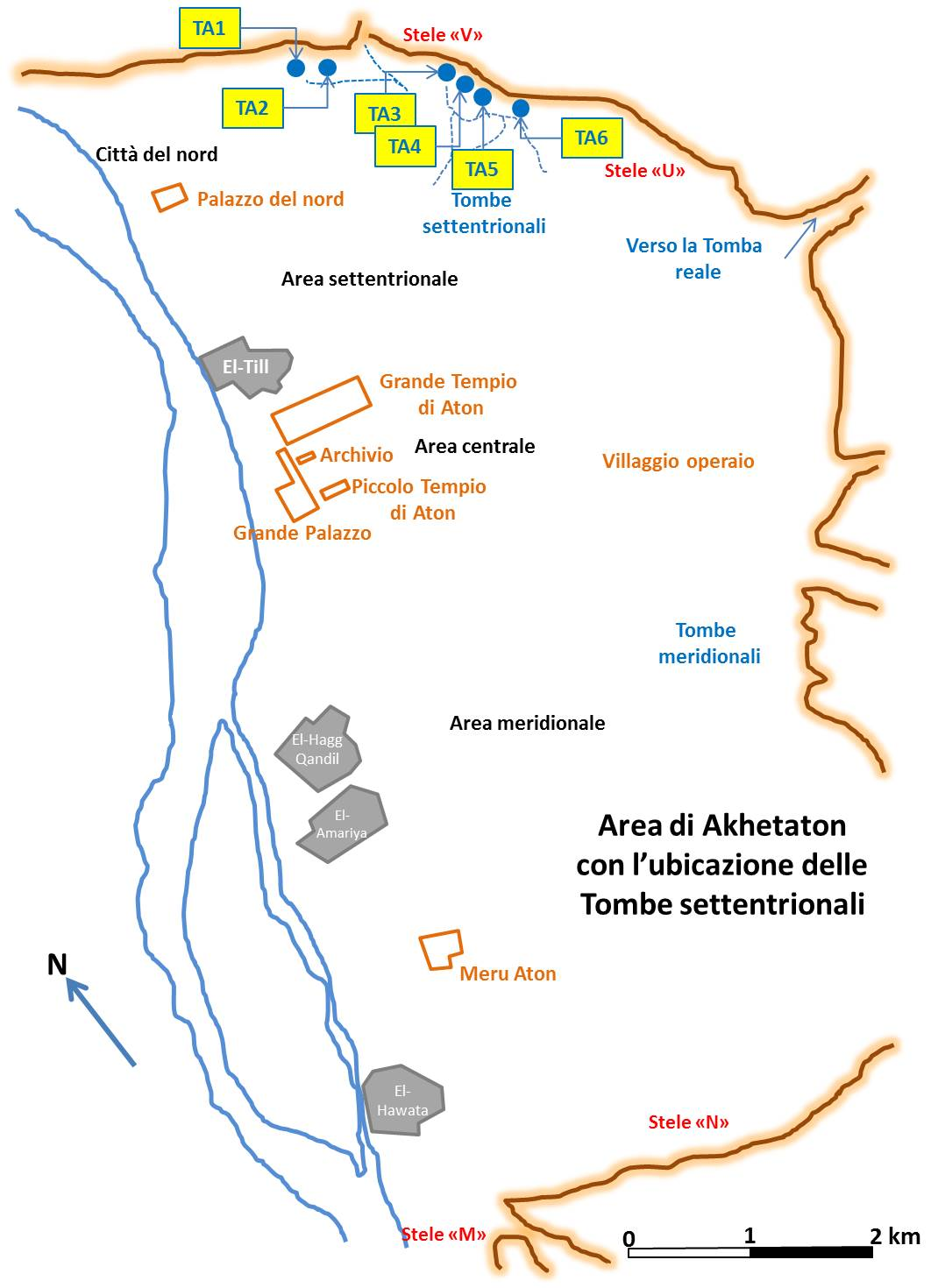
Planimetria di Amarna con ubicazione delle Tombe settentrionali

TA5 (Tomb of Amarna 5) è la sigla che identifica una delle Tombe dei nobili ubicate nell'area dell'antica Akhetaton, oggi nota come Amarna, capitale voluta e costruita dal faraone Amenhotep IV/Akhenaton della XVIII dinastia. La città venne abbandonata circa 30 anni dopo la sua fondazione; le tombe vennero abbandonate e in parte riutilizzate in epoca moderna come romitaggi di monaci copti. L'abbandono millenario e i danni causati dalla presenza umana hanno spesso reso irriconoscibili le strutture originarie e danneggiato pesantemente, quando non reso illeggibili, scene pittoriche e rilievi parietali.

## Titolare
TA5 era la tomba di:
| Titolare | Titolo | Necropoli | Dinastia/Periodo | Note                                                             |
| -------- | --- | --------- | ---------------- | ---------------------------------------------------------------- |
| Penthu   | Scriba reale primo sotto il re; Primo servo di Aton nella magione di Aton in Akhetaton; Capo dei medici del Signore delle Due Terre; Ciambellano; Colui che può avvicinare la persona del re; Capo dei capi; Nobile di primo rango, unico tra i compagni; Favorito dal Buon Dio ; Amato dal suo Signore | Amarna    | XVIII dinastia   | area settentrionale a sud di un uadi, circa 50 m a sud della TA4 |

## Biografia
Alto funzionario di Corte, come testimoniato dai molteplici titoli, Penthu servì Akhenaton durante il suo dodicesimo anno di regno. Nessuna altra notizia biografica, relativa alla famiglia, è ricavabile dalla tomba.

## La tomba
La TA5 fa parte del gruppo settentrionale delle tombe di Amarna. La facciata, intagliata in una falesia verticale alta circa 10 m, è larga circa 21 m e alta circa 5. Planimetricamente TA5 si sviluppa secondo uno schema a croce latina molto simile a quello della TA3 di Ahmose, con un corridoio perpendicolare all'ingresso che immette in una sala trasversale, da cui si accede ad una sala più interna; sul lato corto a sud della sala trasversale si apre un pozzo verticale profondo circa 12 m che immette nella camera funebre costituita da una sala rettangolare lunga circa 5 m e della stessa larghezza della sala trasversale. La tomba venne sicuramente adibita a dimora in tempi recenti e ampie nicchie sono state ricavate nelle pareti, danneggiando pesantemente le scene dipinte; deplorevoli le condizioni del corridoio perpendicolare, anche per la scarsa qualità della roccia in cui sono ancora visibili, tuttavia, le posizioni di alcuni dei dipinti preesistenti che, specie nei frammenti ancora sopravvissuti, dimostrano grande cura e meticolosità di realizzazione. 
Il corridoio di ingresso è preceduto (nn. 1 e 2 in planimetria) da ritti e architrave in cui il defunto adora il cartiglio del dio Aton. Sulle pareti del corridoio (3 e 4) rappresentazioni del defunto e trascrizioni di inni ad Aton; Nel corridoio perpendicolare (5 e 6), nella parte alta, il re Akhenaton, la regina Nefertiti e tre principesse, con assistenti e scorta militare, sono diretti verso il Piccolo tempio di Aton; Penthu e uno, o forse due, preti attendono il corteo reale sulla porta del tempio. Una lunga iscrizione, andata persa, verosimilmente era esplicativa della cerimonia che, tuttavia, sembra celebrare la figura di Penthu quale Cancelliere del re. Nella parte inferiore della parete sono rimaste poche tracce di dipinti con carri, giardini, navi da trasporto e una scena di ricompensa concessa a Penthu dai sovrani. Poco oltre (7), nella parte alta il defunto premiato dalla coppia regale; nella parte bassa, danneggiata, una fila di bestiame. Sulla parete opposta, in cui gran parte del paramento pittorico è stato danneggiato, nella parte alta il re e la regina banchettano; nella parte bassa il defunto, nella sua qualità di medico di Corte, viene premiato dal re

### Annotazioni
1. ↑  La numerazione dei locali e delle pareti segue quella di Porter e Moss 1968, p. 210.
2. ↑   Grande, o Buon, Dio (Nefer Netjer) era l'epiteto con cui si faceva riferimento al sovrano precedentemente alla formula "Grande Casa", ovvero Per-Aa, da cui, in periodo greco, deriverà il moderno termine faraone. Tale epiteto verrà istituito durante il regno di Thutmosi III. In tal senso, usare il termine faraone per re di dinastia precedente alla XVIII, sarebbe errato anche se, ormai, comunemente accettato.
3. ↑  Si tratta di sei tombe: TA1 di Huya; TA2 di Meryra (II); TA3 di Ahmes; TA4 di Meryra (I); TA5 di Penthu e TA6 di Paneshy.
4. ↑  Due di queste sono state identificate per Merytaton e Maketaton.

### Fonti
1. ↑  Davies 1903,  Parte IV, p. 1.
2. ↑  Davies 1903, Parte IV, p. 6.
3. ↑  Reeves 2001, p. 135.
4. ↑  Davies 1903, Parte IV, pp. 1-2.
5. ↑  Porter e Moss 1968, Vol. IV, p. 217.
6. ↑  Davies 1903, Parte IV, pp. 3-6.